# トーロ (イタリア)
トーロ（イタリア語: Toro）は、イタリア共和国モリーゼ州カンポバッソ県にある、人口約1,300人の基礎自治体（コムーネ）。

## 地理

### 位置・広がり

#### 隣接コムーネ
隣接するコムーネは以下の通り。
- カンポディピエトラ
- イェルシ
- モナチリオーニ
- ピエトラカテッラ
- サン・ジョヴァンニ・イン・ガルド